# Wandawe benjamini
Espèce
Synonymes
- Colaxes benjamini Wesołowska & Haddad, 2013

Wandawe benjamini est une espèce d'araignées aranéomorphes de la famille des Salticidae.

## Distribution
Cette espèce est endémique d'Afrique du Sud. Elle se rencontre au KwaZulu-Natal et au Cap-Oriental.

## Description
La carapace des mâles mesure de 1,6 à 1,7 mm de long sur de 1,3 à 1,4 mm et l'abdomen de 1,9 à 2,0 mm de long sur de 0,7 à 0,8 mm et la carapace des femelles mesure de 1,3 à 1,6 mm de long sur de 1,1 à 1,3 mm et l'abdomen de 1,7 à 2,2 mm de long sur de 1,2 à 1,5 mm.

## Systématique et taxinomie
Cette espèce a été décrite sous le protonyme Colaxes benjamini par Wesołowska et Haddad en 2013. Elle est placée dans le genre Wandawe par Azarkina et Haddad en 2020.

## Étymologie
Cette espèce est nommée en l'honneur de Suresh P. Benjamin.

## Publication originale
- Wesołowska & Haddad, 2013 : « New data on the jumping spiders of South Africa (Araneae: Salticidae). » African Invertebrates, vol. 54, p. 177-240.